# Jiménez (Coahuila)
Jiménez es una localidad del estado mexicano de Coahuila. Es la cabecera del municipio de Jiménez.

## Toponimia
El nombre de la localidad rinde homenaje a José Mariano Jiménez, héroe de la Independencia de México.

## Historia
La población de Jiménez fue establecida en 1859 por orden del gobernador de Coahuila, Santiago Vidaurri, en un esfuerzo por fomentar el poblamiento de la Frontera entre México y Estados Unidos. La población fue fundada por el capitán Manuel Leal bajo el nombre de «Resurrección».
El asentamiento de Resurrección sufrió durante sus primeros años de ataques constantes por parte de las tribus nómadas de la zona. En 1875 la población fue elevada a la categoría de villa y fue renombrada como «Jiménez», en honor a José Mariano Jiménez.

## Demografía
| Gráfica de evolución demográfica |
|                                  |

| Censo | Población |
| ----- | --------- |
| 1900  | 1 323     |
| 1910  | 1 171     |
| 1921  | 1 173     |
| 1930  | 636       |
| 1940  | 622       |
| 1950  | 895       |
| 1960  | 1 003     |
| 1970  | 1 246     |
| 1980  | 495       |
| 1990  | 963       |
| 2000  | 1 144     |
| 2010  | 1 160     |
| 2020  | 1 162     |